# Saison 19 d'Alerte Cobra
Chronologie
Saison 18 Saison 20
Cet article présente le guide des épisodes la dix-neuvième saison de la série télévisée Alerte Cobra.

## Distribution

### Acteurs principaux
- Erdoğan Atalay : Sami Gerçan (inspecteur)
- René Steinke : Tom Kranich (inspecteur)

### Acteurs récurrents
- Charlotte Schwab : Anna Angalbert (chef de service)
- Carina Wiese : Andréa Gerçan (secrétaire et femme de Sami)
- Dietmar Huhn : Henri Granberger (brigadier)
- Gottfried Vollmer : Boris Bonrath (brigadier)
- Siggi H : Siggi Müller (brigadier)
- Niels Kurvin : Armand Freund (police scientifique)
- Kerstin Thielemann : Isolde Maria Schrankmann (procureure générale)

## Diffusion
En Allemagne, la saison a été diffusée du 30 mars 2006 au 18 mai 2006, sur RTL Television.
En France, la saison a été diffusée du 10 septembre 2008 au 25 février 2009 sur TMC. À noter que TMC diffusait aléatoirement les épisodes.

## Épisodes

### Épisode 1:La tentation
- Allemagne : 30 mars 2006 sur RTL Television
- France : 3 décembre 2008 sur TMC

### Épisode 2:Le grand saut
- Allemagne : 6 avril 2006 sur RTL Television
- France : 12 novembre 2008 sur TMC

### Épisode 3:Délires
- Allemagne : 13 avril 2006 sur RTL Television
- France : 10 septembre 2008 sur TMC

### Épisode 4:Pistes brouillées
- Allemagne : 20 avril 2006 sur RTL Television
- France : 19 novembre 2008 sur TMC

### Épisode 5:La fuite en avant
- Allemagne : 27 avril 2006 sur RTL Television
- France : date inconnue sur TMC

### Épisode 6:Flashback
- Allemagne : 11 mai 2006 sur RTL Television
- France : 25 février 2009 sur TMC

### Épisode 7:Trafic
- Allemagne : 18 mai 2006 sur RTL Television
- France : 18 février 2009 sur TMC